# 정선 필 인왕제색도
《정선 필 인왕제색도》(仁王霽色圖)는 겸재 정선이 비 내린 뒤의 인왕산을 그린 산수화이다. 대한민국의 국보 제216호로 지정되어있다.

## 제작
정선이 《인왕제색도》를 그린 때는 조선 영조 27년인 1751년이다. 이때 정선의 나이는 76세였다. 정선의 《인왕제색도》는 평생을 사귄 벗이었던 이병연이 병에 걸려 위중해지자 그의 집을 방문하여 그린 것으로 알려져 있다.
정선의 《인왕제색도》는 관념적인 풍경이 아닌 실제 풍경을 화폭에 담는 진경산수화의 대표작이다. 검은 먹을 사용해 비온 뒤 인왕산의 기암괴석을 전체적으로 그리고 바위 틈새를 흰 선으로 표현해 사실감을 더했다. 정선의 진경산수는 북종화와 남종화를 종합하였다는 평가를 받는다.

## 소장
《인왕제색도》는 현재 호암미술관에서 이름을 바꾼 리움미술관이 소장하고 있다. 《인왕제색도》는 해방 직후 서예가였던 손재형이 추사 김정희의 《세한도》 등 다른 국보급 미술품과 함께 수집하였다가 경제상의 이유로 삼성의 이병철 전 회장에게 매각한 것이다. 이병철은 자신의 호를 딴 호암미술관을 개장하면서 《인왕제색도》를 호암미술관에 보관되었다.

## 인왕산을 그린 다른 작품
- 강희언의 인왕산도 (18세기) : 봄에 도화동에서 바라본 인왕산의 모습을 진경산수로 그림

## 같이 보기
- 한국의 미술
- 정선 (화가)

## 참고자료
- 정선 필 인왕제색도 - 국가유산청 국가유산포털